# Miami Vice (televíziós sorozat)
A Miami Vice egy népszerű és innovatív tévésorozat volt, a két főszerepet Don Johnson (James "Sonny" Crockett) és Philip Michael Thomas (Ricardo "Ricco" Tubbs) játszotta, akik két Miamiban nyomozó titkos detektívet alakítottak, akik a Metro-Dade rendőrkapitányságon dolgoztak. A műsort az NBC sugározta öt éven keresztül, 1984 és 1989 között. Az USA Network, saját szindikációja alatt sugárzott még egy le nem vetített epizódot, 1990. január 25-én. Készült még egy Miami Vice mozifilm, ami a sorozaton alapult és 2006. július 28-án mutatták be. A sorozatot jelenleg vetítik a Sleuth adón az Amerikai Egyesült Államokban és a Men & Motorson az Egyesült Királyságban.

## Elkészítés
Az NBC's Entertainment Division feje, Brandon Tartikoff előállt egy ötlettel, amit MTV Copsnak nevezett el. Később megosztotta az ötletét Anthony Yerkovich-csal, aki a Hill Street Blue című sorozat írója és producere volt. A kezdeti ötletek két zsarupárosról szóltak Miamiban. Yerkovich írt egy két órás pilot-epizódott, amit Gold Coastnak nevezett el, de később átkeresztelte Miami Vice-ra.
Sonny Crockett szerepét először Nick Nolte-nak szánták, de mivel akkoriban nem volt jövedelmező, hogy filmsztárok átvándorolnak sorozatokba, ezért a producerek továbbálltak. Larry Wilcox-ot is érdekelte a szerep, aki azelőtt a CHIPs című tévésorozatban játszott, de ő sem kapta meg a szerepet, mivel nem találták szerencsés dolognak, ha zsaruszerepből vándorol át zsaruszerepbe. Még tizenkét szereplőválogatást tartottak és a pilot-epizódokat is kétszer halasztották el, mielőtt kiválasztották volna Don Johnsont és Philip Michael Thomast a főszerepekre.

## Produkció
A Miami Vice volt az első amerikai tv program, amit térhatású hangban sugároztak.

### Sztorivonal
A történet élesen elütött a korábbi krimisorozatoktól, és az aktuális 80-as évek világára fókuszált. Minden korábbi szériánál fontosabb szerepet töltött be a kábítószer (különösen a kokain), megjelent a dél-amerikai drogháború, a gyerekkereskedelem, sőt az északír konfliktus is. Gyakori volt a sokszor kifejezetten durva erőszak nyílt ábrázolása, miközben az ügyek esetenként megoldatlanul végződtek. A történetszálban a korábbiaknál sokkal kevesebbet számított a klasszikus értelemben vett nyomozás és nyomozói munka; a főszereplők feladata nem annyira egy-egy bűntény megoldása volt, mint inkább az ismert bűnözők elfogása és hatástalanítása. Eközben pedig minden korábbinál többször merültek fel bennük erkölcsi kérdések: hol a különbség a rendőrök és a rosszfiúk között, hol húzódik a határ a törvény és a törvénytelenség között, és mennyire lehet szabadon engedni az egyéni érzelmeket, esetenként a bosszúvágyat – akár a rendőrségi szabályzatokkal szemben is.

### Stílus
A zene fokozottan hangsúlyosan volt jelen a sorozatban: gyakori volt, hogy a dialógusok rovására a zenét használták inkább, és a gyors vágások alkalmazásával már-már videóklipeket láthattak a nézők. Talán a legjobb példa erre a ’’Brother’s Keeper’’(Az új társ) című pilot epizód, aminek a végén Crockett és Tubbs egy Ferrari Daytona Spyder-ben száguldnak a nyirkos Miami belvárosán keresztül, egy drogleszámolás előtt. A jelenet közben Phil Collins, „In The Air Tonight” című dala hallható. Ezek az elemek juttatták a filmsorozatot 15 Emmy-jelöléshez, amely mindaddig példátlan volt. Amíg az első pár epizód tartalmazta a zsaru-egyezmény bemutatását, később a producerek egy teljesen új stílust fejlesztettek ki. Az egyik ilyen kulcsfontosságú változtatás Lou Rodriguez hadnagy (Gregory Sierra) korai halála és a Vice Division új parancsnoka, a korábbi DEA ügynök, Martin Castillo (Edward James Olmos). Távoli, lenyűgöző és teljesen hozzáértő és professzionális, Castillo egy némileg rejtélyes háttérrel rendelkező karakter aki tökéletesen ellensúlyozta Crockett-et és Tubbs-ot. Amíg Crockett és Tubbs pasztell öltönyöket viselt, Castillo fekete öltönyt, fekete nyakkendőt és egy fehér inget hordott, hogy tükrözze az életét és a nézeteit.

### Zene
A ’’Miami Vice’’ ismert volt az innovatív zenéiről, különösen a számtalan pop és az 1980-as évek slágereinek köszönhetően és persze Jan Hammer jellegzetes hangzású, szintetizált zenéi miatt. Sok énekes járult hozzá dalaival a filmhez, többek között Devo, Jackson Browne, Phil Collins, Bryan Adams, Tina Turner, Peter Gabriel, ZZ Top, Dire Straits, Depeche Mode, The Hooters, Iron Maiden, Godley & Creme, Glenn Frey, U2, Frankie Goes To Hollywood, Foreignernek, The Police, Laura Branigan, Ted Nugent, Suicidal Tendencies, The Damned és Billy Idol. A sorozatban néhányuk szerepelt is, például Glenn Frey, Ted Nugent, James Brown, Willie Nelson, Frank Zappa, vagy az előbb említett Phil Collins is megcsillogtatta színészi képességeit.
A zenei betétek (különösen az 1980-as évek slágerei) és a gondosan kiválasztott helyszínek elérték, hogy úgy látszódjon, mintha egy videóklip lenne, ebben is eltért a műsor más tévésorozatoktól.
Megint az egyik leghíresebb jelenet, amelyik leginkább elütött az akkori műsoroktól, a pilot epizód végén, amikor Crockett és Tubbs a Ferrari Daytonában utaznak, közben pedig az In The Air Tonight című dal hallható.
Collinsnak egy másik dala is szerepelt a sorozatban, pontosabban a második évad első részében, ahol ugyanazt a megoldást alkalmazták, mint a pilot-epizódban (Crockett és Tubbs utazik a Ferrari Daytonában, körülöttük az éjszakai Miami). Ez a Miami Vice legikonikusabb pillanata és az egyik legemlékezetesebb momentum a televízió történelmében.[forrás?] Emiatt úgy döntöttek, hogy a záró epizódban, a Freefallban is ezt fogják használni, mivel így üdítőbb lesz a végeredmény. Viszont a jelenetben már a fehér Ferrari Testarossát használták és ezúttal a Honeymoon Suite, Bad Attitude című száma volt hallható.
A műsor futása alatt három hivatalos filmzenealbumot adtak ki, a sorozatban szereplő zenékkel.
A Miami Vice Theme c. dalt két Grammy-díjjal jutalmazták 1986-ban. A másik hasonlóan sikeres dal, a Crockett’s Theme, ami 1987 körül több európai országban ért el első helyezést.
Hammer átvitt több jellegzetes elemet későbbi albumaiba is, ezek között volt az Escape from Television (1987), Snapshots (1989) és több rajongói kívánság után a Miami Vice: The Complete Collection (2002) is.

### Divat
A szereplők nagyrészt az akkor divatos Armani-öltönyöket viselték, nagy hatást ért el Don Johnson is, aki olasz sportkabátot viselt, pólóval, fehér vászon nadrággal és cipővel, amit mindig zokni nélkül hordott. Mindezek mellett bemutatta az olasz emberek divatját és elterjesztette Amerikában az ujj nélküli blézereket, a ragyogó textildzsekiket és a pasztell-öltönyöket.
Egy átlagos epizódban Crockett és Tubbs öt-nyolc különböző ruhát viselnek, ezek nagyrészt kék, rózsaszín, őszibarack színűek. Vittorio Riccit, Gianni Versace és Hugo Ferdinand Boss voltak a ruhatervezők[forrás?], akik az akkori divatot képzelték el a színészekhez.
Crockett fellendítette a Ray-Ban ruhamárka népszerűségét, azáltal, hogy hordott egy pár Ray-Ban Wayfarer-t (L2052-es model). Don Johnsonnak köszönhetően 1984-ben 720 000 darabot adtak el a Ray Banből. Hasonló hatást tett a Persol 69218 Ratti napszemüveg is, amit szintén Johnson hordott a harmadik évad során és a Carrera 5512, amit Johnsonnal együtt Thomas is hordott, de ez a modell egy idő után kikopott a sorozatból.
Gianni Versacét, a híres divattervezőt kérték meg, hogy legyen a sorozat divattanácsadója, miközben Jodi Tillen volt a divattervező. A sorozat divatját leginkább a pasztellszínek jellemezték és Crockett örökös borotválatlan megjelenése felgyújtott egy divattendenciát.
A Miami Vice divatjának a hatása folytatódott a ’90-es években is és még ma is látni egy pár helyen Amerikában.

### Helyszínek
A sorozat sok epizódját forgatták Miami Beachen és South Beachen, amit akkor elöntött a bűnözés. South Beach néhány házfala annyira lepusztult volt, hogy a forgatás előtt szakemberek dolgoztak a felújításukon.
Feltételezik, hogy a sorozat hozzájárult Miami híres Art Deco épületeinek megmentéséhez az 1980-as '90-es évek fordulóján. A forgatás óta számos, a sorozatban feltűnt épületet felújítottak (köztük tengerparti szállodák sorát), turisták és hírességek kedvelt célpontjává téve South Beach ezen részét.

### A műsor vége
A sorozat népszerűsége már a harmadik évad (1986–1987) bemutatásától csökkenni kezdett, ez nagyrészt annak köszönhető, hogy az NBC egy időben sugározta a CBS csatorna verhetetlen Dallasával szemben.
Továbbá Michael Mann sötétebb árnyalatot akart adni a sorozatnak, sötétebbet, mint az első két évadban volt, ennek következtében sok rajongó elpártolt a sorozattól, majd hogy visszaszerezzék őket, a negyedik évadban (1987–1988) újra bevezették a pasztellszínű öltönyöket és a fényesebb árnyalatot.
Az eredeti írók helyére került emberek pedig nem nagyon tudtak jó történeteket kitalálni, ezért az epizódok nevetségessé vagy unalmassá váltak. Mire vége lett a negyedik évadnak, a zeneszerző, Jan Hammer is elhagyta a stábot, a helyére került Tim Truman viszont már nem tudott olyan maradandót alkotni, ezeken felül pedig minden epizód elkészítése súlyos dollárkötegekbe került és nem is sikerült visszahozniuk az összeget, mivel a nézettségi mutatók nagyot estek.
Michael Mann átadta a produceri feladatokat Dick Wolfnak a harmadik évad (1986–1987) kezdete előtt. Wolf sorozatbeli tervei az északír problémákra fókuszáltak, ez valamelyest újítást hozott a sorozatnak. Michael Mann otthagyta a stábot, hogy egy másik sorozatra, a ’’Crime Story’’-ra koncentráljon.

## Epizódok
Több epizód forgatókönyve alapult olyan tényleges bűncselekményeken, amelyek később Miamiban valóban megtörténtek (például Out Where the Buses Don't Run, 1985). A sorozat kitért az északír konfliktusra és persze az ellentmondásos politikai kérdésekre, a dél-amerikai drogháborúkra, többször ábrázoltak kolumbiai diktátorokat, Kubából száműzött gerillákat, kábítószer-kereskedőket, Amerikát támogató kommunista-ellenes tábornokokat, vagy esetenként gyerekkereskedőket is.
A bűnözőkön kívül a karakterek magánéletére is kitér a történet: Crockett elvált feleségétől, Caroline-tól, majd a második feleségét, Caitlin Daviest megölték. Tubbsnak a Calderon családdal volt egy elintézetlen ügye, mivel Calderon megölte Tubbs testvérét, Raffaelt, aki rendőrnyomozó volt New Yorkban.
Az első évadokban feltűntek vicces karakterek, mint például Zoogie és Izzy. Eleinte elég cinikusak voltak Crockettel és Tubbs-szal szemben, de később segítettek nekik harcolni a drogkereskedők és a korrupt rendőrök ellen.
Két évad után Johnson ki akart szállni a sorozatból, mivel félt a beskatulyázástól. A stúdió készen állt, hogy lecserélje őt Mark Harmonra, de végül Johnson engedett és bennmaradt a sorozatban, egészen a végéig.

## Színészek és karaktereik

### Főbb szereplők, szinkronhangok
(1. szinkron változat: Videovox Stúdió Kft. az O.K. Line megrendelésére (1991-1992); 2. szinkron változat: Synchronsystems az RTL Klub megrendelésére (2006))
- Don Johnson mint James „Sonny” Crockett őrmester: Crockett a Florida Gators egyetemre járt, ahol nagy futball reménységnek számított, a 92 yardos futása miatt. Az egyik meccsén az utolsó percekben súlyos sérülést szenvedett, ezért aztán elküldték Vietnámba, ahol kétszer is harcolt. 1974-ben a Metro-Dade rendőrségnél egyenruhás járőr lett, majd később detektív a bűnügyi egységben. Crockett Sonny Burnett álnéven épül be különböző droghálózatokba, amiket később fel is számol. Egy Ferrari Daytona Spyder kocsija van (később Ferrari Testarossa), egy Scarab motorcsónakja és egy vitorlása, amin az aligátorjával, Elvis-szel él.

Szakácsi Sándor (1. szinkron változat); Selmeczi Roland (2. szinkron változat)
- Philip Michael Thomas – Detektív Ricardo „Ricco” Tubbs nyomozó: Tubbs korábban New Yorkban volt rendőr, de Miami-ba utazott, hogy bosszút álljon egy Calderon nevű maffiavezéren, mert az megölte a testvérét. Miután ideiglenesen összeáll Crockettal, Tubbs végül Miami-ban marad és Crockett állandó társává válik. Gyakran használja beépülésnél a Ricco Cooper nevet.

Józsa Imre (1. szinkron változat); Kálid Artúr (2. szinkron változat)
- Gregory Sierra mint Lou Rodriguez Hadnagy: (1984) A bűnügyi osztály vezetője volt, de megölte egy merénylő a negyedik epizódban (A halállista-1. rész), akit később felbéreltek, hogy ölje meg Crockettet is.

Végvári Tamás (1. szinkron változat); Orosz István (2. szinkron változat)
- Edward James Olmos mint Martin Castillo hadnagy: Nagyon hallgatag ember volt. Őt nevezték ki Lou Rodriguez halála után a bűnügyi osztály parancsnokának. Visszavonult életet él és a munkája a legfontosabb. A vietnámi háború alatt DEA ügynökként volt beépülve a délkelet-ázsiai Arany Háromszög szervezetbe.

Vass Gábor (1. szinkron változat); Sörös Sándor (2. szinkron változat)
- Saundra Santiago – Gina Navarro Calabrese nyomozó: Merész, női detektív. Crockett válása után kialakult köztük egy romantikus viszony, de később ez elhalványult, de ennek ellenére nagyon erős barátság van köztük.

Vándor Éva (1. szinkron változat); Holló Orsolya (2. szinkron változat)
- Olivia Brown mint Trudy Joplin nyomozó: Gina társa és személyes jóbarátja. Néha látható volt Tubbs mellett, de nem ápoltak romantikus viszonyt. Hasonlóan Ginához ő is vakmerő és merész egyéniség.

Kocsis Mariann (1. szinkron változat); Makay Andrea (2. szinkron változat)
- Michael Talbott mint Stanley „Stan” Switek nyomozó: Jó rendőr, de jelleme néhányszor komikussá változik. Később a sorozatban szerencsjátékfüggő lesz belőle.

Balázsi Gyula (1. szinkron változat); Vári Attila (2. szinkron változat)
- John Diehl mint Detektív Lawrence „Larry” Zito nyomozó: (1984–1987) Switek társa. Beépülés közben megölték drogtúladagolásban, mivel egy maffiózó kábítószert adott neki.

Orosz István (1. szinkron változat); Moser Károly (2. szinkron változat)

### Visszatérő szereplők
- Martin Ferrero – Izzy Moreno - Barbinek Péter (1. szinkron változat); Galbenisz Tomasz (2. szinkron változat)
- Charlie Barnett – Noogie Lamont
- Sheena Easton – Caitlin Davies-Crockett (1987–1988)
- Pam Grier – Valerie Gordon
- Belinda Montgomery – Caroline Crockett/Ballard

### Vendégszereplők
Sok színész, sportoló, komikus, zenész, színésznő játszott vendégszerepet a sorozatban, többek közt Sheena Easton, Willie Nelson, Gene Simmons, Ted Nugent, Glenn Frey, Frank Zappa, Phil Collins, Miles Davis, Frankie Valli, Little Richard, James Brown, Miles Davis, Lee Iacocc, Ted Nugent, G. Gordon Liddy, Bill Russell, Bernard King, Danny Sullivan, Roberto Durán, Randall Cobb, Dean Stockwell, Pam Grier, Bianca Jagger, Clarence Williams III, Brian Dennehy, Dennis Farina, Stanley Tucci, Jimmy Smits, Bruce McGill, David Strathairn, Ving Rhames, Liam Neeson, Lou Diamond Phillips, Bruce Willis, Ed O’Neill, Julia Roberts, Michael Madsen, Ian McShane, Bill Paxton, Luis Guzmán, Kyra Sedgwick, Esai Morales, Terry O’Quinn, Wesley Snipes, John Turturro, Melanie Griffith, John Leguizamo, David Rasche, Ben Stiller, Chris Rock, Tommy Chong, Richard Belzer, Xavier Coronel és Penn Jillette.

## Kellékek

### Lőfegyverek
A sorozatban több lőfegyver is kapott szerepet, például a betiltott Mac-10-es géppisztoly, amit az Evan című epizódban, ami a fegyverkereskedelem körül forgott és több szereplő is ilyen fegyvert használt.
Az első két évadban Sonny Crockett egy Dornaus & Dixon gyártású Bren Ten pisztolyt használt, de végül a boltot 1986-ba bezárták. Miután bezárták a boltot, nem kaptak több fegyvert, így a stúdió szerződést kötött a Smith & Wesson céggel, így Crockett a harmadik évadban már egy S&W 645-ös modellt használt. Később egy S&W Model 4506-ot egy Detonics Combat-Master-t és egy S&W Model 4513-at is használt.
Ricardo Tubbs (Philip Michael Thomas) az első évadban egy lefűrészelt csövű puskát használt. A későbbi évadokban egy Ithaca 37-es lefűrészelt csövűt használt és egy Sig Sauer 9 mm-es P228-ast. Stan Switek is sok lőfegyvert használt a sorozat során, például egy 9 mm-es FN GP-35 Hi-Power-t. A műsor gonoszai általában modernebb és pontosabb fegyvereket használnak, mint például Steyr AUG-t, M16-os géppuskát H&K MP5-ösöket és Street-Swepper puskákat.

### Hajók
A sorozat szerepeltetett több hajót is. Sonny egy 42' Endeavor vitorláson lakik, amit St. Vitus Dance-nek nevezett el. Az első évadban Crockett egy 1984-es Chris Craft Stinger 390-es motorcsónakot használ, a második évadtól az ötödikig pedig egy 38' Wellcraft Scarab 38KV MV-t. A Wellcraft cég adott ajándékba Johnsonnak egy példányt ebből a hajóból, amiért szerepeltették a sorozatban a motorcsónakot. Összességében 6 Scarab 38KV hajó volt, ezek közül egyet Johnsonnak adtak.
A hajót később (1989) a finn Ericsson Hotline mobil cég használta promócióként és ezalatt különböző skandináv versenyeken is részt vett. Két hajót jelenleg Finnországban javítanak, három New Jersey-ben van, a Camera nevű hajó Norvégiában, az utolsó pedig Németországban.
Mindent egybevéve a Wellcraft cég 100 másolatot csinált a Scarab 38KV-ból, amiket "Miami Vice Edition"-nak neveztek el. Körülbelül 80-féle színben volt (legnépszerűbbek ezek közül: fekete/sárga/narancs/piros).

### Autók
Két sportkocsi nagyon népszerűvé vált a sorozatban, a Ferrari Daytona és a Testarossa. Az első két évadban és a harmadik évad első epizódjában, Crockett egy 1972-es replika Ferrari Daytona Spyder 365 GTS/4-et használt, ami egy 1980-as Chevrolet Corvette C3 karosszériájára volt ráépítve. Az átépítést az amerikai McBurnie Coachcraft végezte. Végül a járművet „leváltották”, a harmadik évad 1986 őszi évadnyitó részében, a When Irish Eyes Are Crying-ban látványosan felrobbantották, mivel nem volt teljesen Ferrari-modell, eredményeként az évekig elhúzódó pereskedésnek az olasz Ferrari-val. A Daytona formavilága az autógyár saját védjegyének volt tekintve, amit jogtalanul, engedély nélkül használt az NBC. Mivel a sorozat jó reklámot nyújtott az olasz autógyárnak, ezért az a stáb rendelkezésére bocsátott két vadonatúj 1986-os Ferrari Testarossa-t és egy harmadikat is, amelyet kaszkadőrautónak használtak.
Crockett partnere, Tubbs egy 1963-as Cadillac Coupe de Ville Convertible-t vezetett, Stan Switek egy türkíz 1963-as Ford Thunderbird-öt, Gina Calabrese pedig egy 1971-es Mercury Cougar XR–7 kabriót. Amikor Stan és Larry egy titkos akciót hajtott végre, egy Dodge Ram furgont használtak. Ezen kívül több autómárka is megjelenik a sorozatban, többek közt a Lamborghini a Diablo-val, AMG Mercedes-Benz, BMW, Maserati, Lotus, DeLorean, Porsche, és a Chevrolet a Corvette-tel. Az amerikai „izomautók”, mint például a GTO, Trans Am, Mustang, Chevrolet Camaro vagy egy Plymouth Barracuda is vendégszerepelnek egy-egy epizódban.

## Fogadtatás

### Díjak és jelölések
- 1986 - Golden Globe-díj - a legjobb színész dráma tv-sorozatban (Don Johnson)
- 1986 - Golden Globe-díj - a legjobb férfi epizódszereplő tv-filmben (Edward James Olmos)
- 1985 - Emmy-díj - a legjobb férfi epizódszereplő dráma sorozatban' (Edward James Olmos)
- 1989 - Golden Globe-jelölés - a legjobb férfi epizódszereplő tv-filmben (Edward James Olmos)
- 1987 - Golden Globe-jelölés - a legjobb színész dráma tv-sorozatban (Don Johson)
- 1987 - Golden Globe-jelölés - a legjobb dráma tv-sorozat
- 1986 - Golden Globe-jelölés - a legjobb színész dráma tv-sorozatban (Philip Michael Thomas)
- 1986 - Golden Globe-jelölés - a legjobb dráma tv-sorozat
- 1986 - Emmy-jelölés - a legjobb férfi epizódszereplő dráma sorozatban (Edward James Olmos)
- 1985 - Emmy-jelölés - a legjobb dráma sorozat
- 1985 - Emmy-jelölés - a legjobb színész dráma sorozatban (Don Johnson)

## DVD-kiadások
Az Universal Studios Home Entertainment volt a felelős külföldön a dvd-kiasásokért, nálunk 2008-ban adták csak ki az első évadot, az Intercom keze által és a további évadok is meg fognak jelenni.
| Évad                      | Megjelenés        | Lemezek száma  |
| ------------------------- | ----------------- | -------------- |
| Első évad (1984–1985)     | 2008. február 21. | 8              |
| Második évad (1985–1986)  | 2008. március 19. | 6              |
| Harmadik évad (1986–1987) | -                 | 6              |
| Negyedik évad (1987–1988) | -                 | 6              |
| Ötödik évad (1988–1989)   | Szinkronizálva    | Nem jelent meg |

## Hatása
A sorozatot népszerűsége miatt, gyakran utánozták a filmiparban, sorozatokban, sőt még a videojátékok világában is voltak rá utalások.
Filmek:
- Bad Boys (1995)
- Bad Boys II. (2003)
- Bad Boys For Life (2020)
- Bad Boys Ride or Die (2024)

Sorozatok:
- Law & Order(1990–)
- Homicide: Life On The Street (1993–1999)
- NYPD Blue (1993–2005)

Videojátékok:
- Grand Theft Auto: Vice City (2002) (Rockstar Games, Rockstar North, TakeTwo)
- Grand Theft Auto: Vice City Stories (2006) (Rockstar Games, Rockstar North, TakeTwo)
- Grand Theft Auto VI (2026) (Rockstar Games, Rockstar North, TakeTwo)

(Külön érdekesség, hogy a Grand Theft Auto sorozatban neves színészeket felvonultató szinkron-casting a Vice City epizódokhoz magát Philip Michael Thomast kérte fel az egyik fontosabb mellékszereplő, Lance Vance megszólaltatására)
- Michael Mann Miami Vice (2006) címmel készítette el a sorozat moziváltozatát